# Schadowhaus

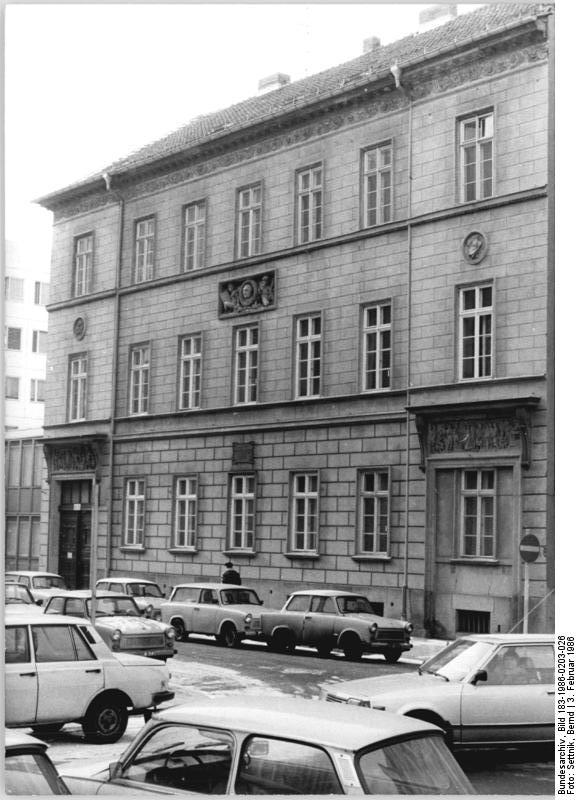
Das Schadowhaus 1986

Das Schadowhaus ist ein denkmalgeschütztes Wohngebäude in der Schadowstraße 10/11 im Berliner Ortsteil Mitte des gleichnamigen Bezirks.

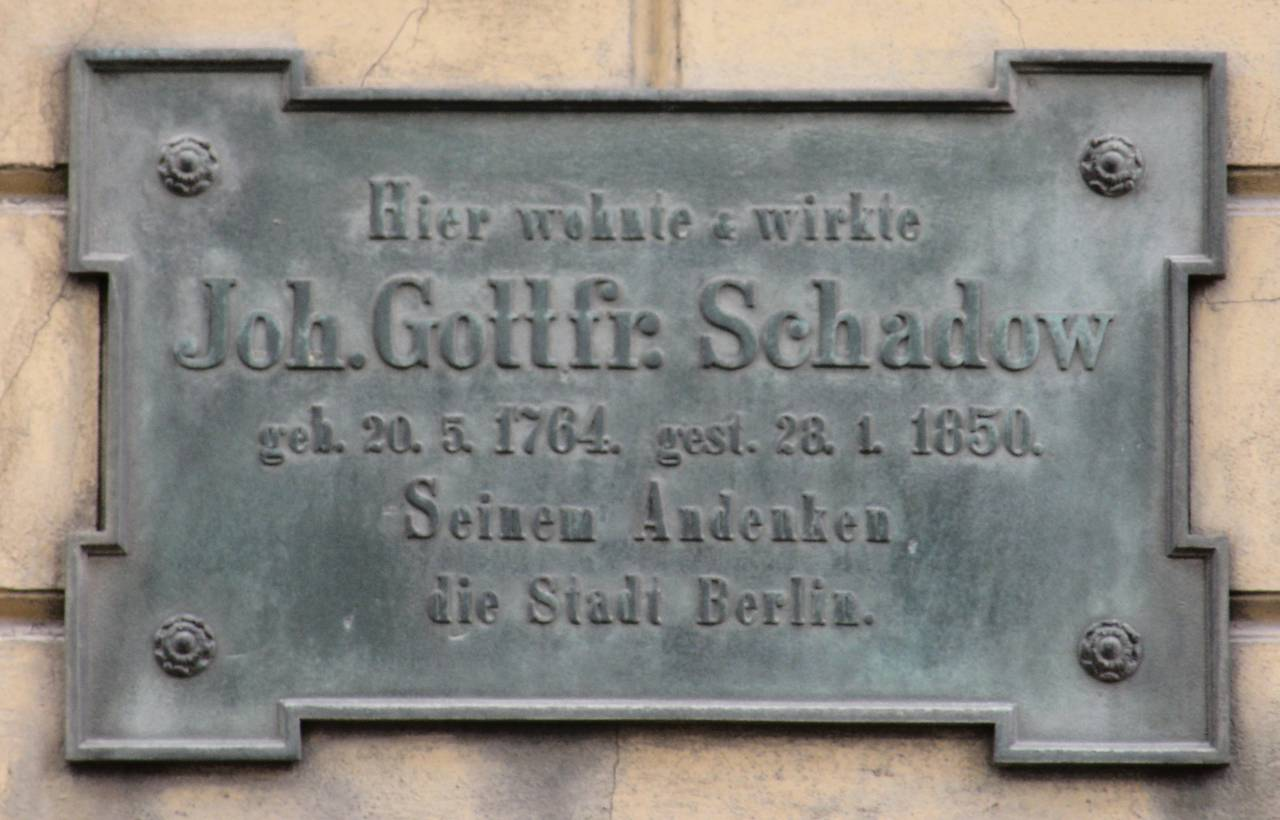
Gedenktafel für Johann Gottfried Schadow

## Geschichte
Das Schadowhaus war das ehemalige Wohnhaus des Berliner Künstlers Johann Gottfried Schadow, der das Haus bauen ließ, das er bis zu seinem Tod im Jahre 1850 bewohnte. Im Juni 1805 bezog er mit seiner Familie sein neues Wohnhaus. Ein Jahr nach seinem Tod erweiterte sein Sohn Felix Schadow das einst zweistöckige Haus um ein Stockwerk und baute den Südflügel des Hauses. Im Jahr 1831 zogen die Eltern des deutschen Malers Eduard Bendemann in das erste Stockwerk ein und bildeten mit Schadow eine Hausgemeinschaft.
Seit 1873 war das Schadowhaus Sitz der königlichen General-Ordens-Kommission u. a. unter ihren langjährigen Präsiden, den Generälen Alfred Bonaventura von Rauch und Prinz Eduard zu Salm-Horstmar. 1898 wurde das Gebäude Teil des Preußischen Innenministerium, welches es in den Baukomplex Unter den Linden integrierte.
Nach dem Ende des Zweiten Weltkrieges waren die Nachbarhäuser zerstört und wurden 1962 abgetragen. Das Schadowhaus überstand die Zerstörung der Innenstadt. Nach dem Mauerfall kam es zwischen Berlin und dem Bund zum Streit über die Besitzverhältnisse. Seit 1997 ist das Schadow-Haus im Besitz des Deutschen Bundestages, der es bis 2013 für etwa 17 Millionen Euro umfassend restaurieren ließ, um den Denkmalschutz zu gewährleisten. Die Übergabe vom Bundesamt für Bauwesen und Raumordnung fand am 12. Juni 2013 statt. Der damalige Bundestagsvizepräsident, Wolfgang Thierse nahm den Schlüssel von der BBR-Präsidentin Rita Ruoff-Breuer entgegen.
Das Gebäude ist das einzige noch erhaltene klassizistischer Architektur in der im 17. Jahrhundert gegründeten Dorotheenstadt. Im Inneren des Schadow-Hauses befand sich neben dem Wohnbereich auch das Atelier von Johann Gottfried Schadow, in dem er viele seiner Werke schuf, darunter die berühmte Quadriga auf dem Brandenburger Tor. Das Haus diente also nicht nur als Wohnstätte, sondern auch als künstlerischer Schaffensort.
Das ursprüngliche Innere wurde im Laufe der Zeit mehrfach verändert, doch wurde versucht, einige der originalen Elemente zu rekonstruieren oder zu erhalten. Der Raum, in dem Schadow arbeitete, wurde in gewisser Weise wiederhergestellt, um an sein künstlerisches Vermächtnis zu erinnern. Zusätzlich wurde im Zuge der Sanierung der originale Farbton wieder angestrichen, sowohl an der äußeren Fassade, als auch im Innenhof.

### Heutige Nutzung
Heutzutage wird das Schadow-Haus als Verwaltungsgebäude für die Kunstsammlung des Deutschen Bundestages genutzt. Es finden regelmäßige Ausstellung zum Thema „Kunst und Politik“ statt.

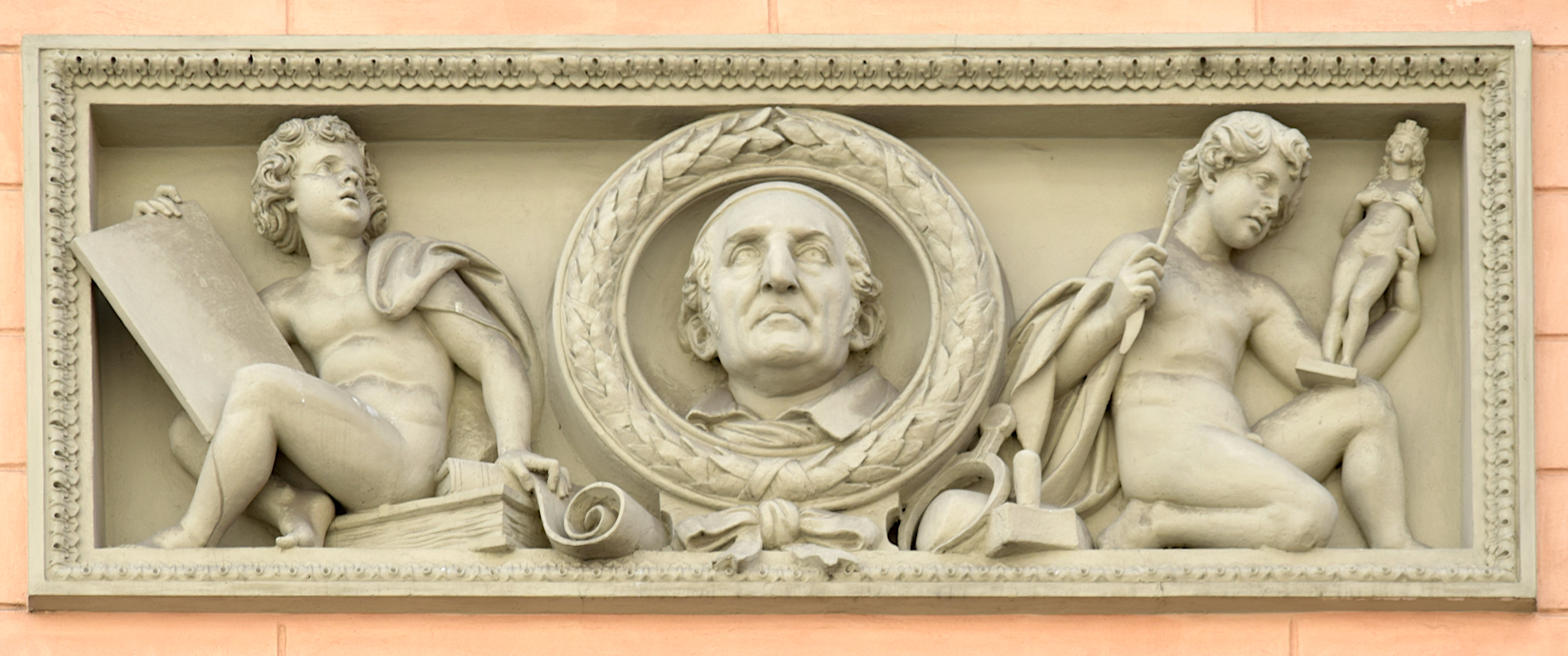
Relief mit Schadow-Portrait am Schadowhaus

## Architektur
Das Schadow-Haus ist ein typisches Beispiel für die Berliner Wohn- und Atelierarchitektur des späten 18. Jahrhunderts. Die Fassade des Schadow-Hauses ist zurückhaltend gestaltet, mit einem flachen Giebel und gleichmäßig angeordneten Fensterreihen. Typisch für den Klassizismus ist die symmetrische Anordnung der Elemente, was dem Bau eine ruhige und ausgewogene Wirkung verleiht. Die Sandsteinfassade ist schlicht gehalten und verzichtet weitgehend auf opulente Verzierungen. Trotz der schlichten Gestaltung findet man Details wie flache Pilaster und horizontale Gesimse, die das Gebäude optisch gliedern. Diese Details verleihen der Fassade eine leichte Struktur und fügen sich harmonisch in die damalige städtebauliche Umgebung ein. Die Wohnung im Erdgeschoss war mit polychrom gefassten Wand- und Deckenflächen und illusionistisch gemalten Architekturelementen reich ausgestaltet.
Das 1951 entstandene Hauptrelief an der Außenfassade gestaltete der Berliner Bildhauer Hermann Schievelbein.